# Jozjasz I Waldeck-Bergheim
Jozjasz I von Waldeck-Bergheim (ur. 20 sierpnia 1696 w Arolsen, zm. 2 lutego 1763 w Bergheim) – trzynasty syn hrabiego Krystiana Ludwika i szósty z jego siedmiu synów z jego drugiego małżeństwa z Johannette Nassau-Idstein (1657-1733). Był drugim z kolei synem tego małżeństwa noszącym imię Jozjasz. Jego starszy brat urodził się w roku 1689 a zmarł w roku 1693.

## Pochodzenie
Jozjasz otrzymał od ojca zamek Bergheim zbudowany w 1692 w północnej Hesji, dawne księstwo Waldeck-Frankenberg, wraz z wioskami Bergheim, Mehlen i Konigshagen oraz Paragium i założył nowe hrabstwo Waldeck-Bergheim. Po jego śmierci następnym hrabią Waldeck-Bergheim, został jego syn Jerzy Fryderyk, który zmarł w 1771 r. bezpotomnie a potem drugi syn Jozjasz II 
Jego brat Fryderyk Antoni Ulryk w 1706 odziedziczył po ojcu tytuł hrabiego Waldeck-Pyrmont i 6 stycznia 1712 przez cesarza Karola VI został podniesiony do godności książęcej.

## Rodzina
17 stycznia 1725 w Assenheim (dziś Niddatal) Zofia Dorota Solms-Rödelheim-Assenheim (ur. 27 stycznia 1698 zm. 6 lutego 1774), córka hrabiego Ludwika Henryka zu Solms-Rödelheim-Assenheim. Dzięki temu mariażowi Dom Waldeck nabył dziedziczne prawa do terenów Limpurg-Gaildorf w Wirtembergii, które włączył do swych granic w 1806 roku. 
Mieli następujące dzieci: 
- George Karl Christian Ludwig (ur. 1726, zm. 21 lipca 1756)
- Karl (ur. 1728, zm. 17 sierpnia 1735)
- Karolina (ur. 1729, zm. 9 lipca 1801)
- Jerzy Fryderyk Ludwik Belgicus hrabia Waldeck-Bergheim (ur. 20 lipca 1732, zm. 9 kwietnia 1771); ∞ Sierpień 1766 Krystyna zu Isenburg-Meerholz (ur. 22 listopada 1742, zm. 20 marca 1808)
- Jozjasz Wilhelm Leopold II, hrabia Waldeck-Bergheim (ur. 1733, zm. 4 czerwca 1788), 5. *∞ Marzec 1772 Krystyna von Isenburg-Büdingen (ur. 24 czerwca 1756, zm. 13 listopada 1826)
- Ernestyna Ludwika Joannetta Ulryka (ur. 1736, zm. 1737)
- Jerzy (ur. 2 maja 1738, zm. 6 stycznia 1759)
- Wilhelm (ur. 13 lipca 1740, zm. 1756)
- Karol Fryderyk Wilhelm (ur. 15 stycznia 1741, zm. 12 lipca 1756)